# Leonard Mucheru Maina

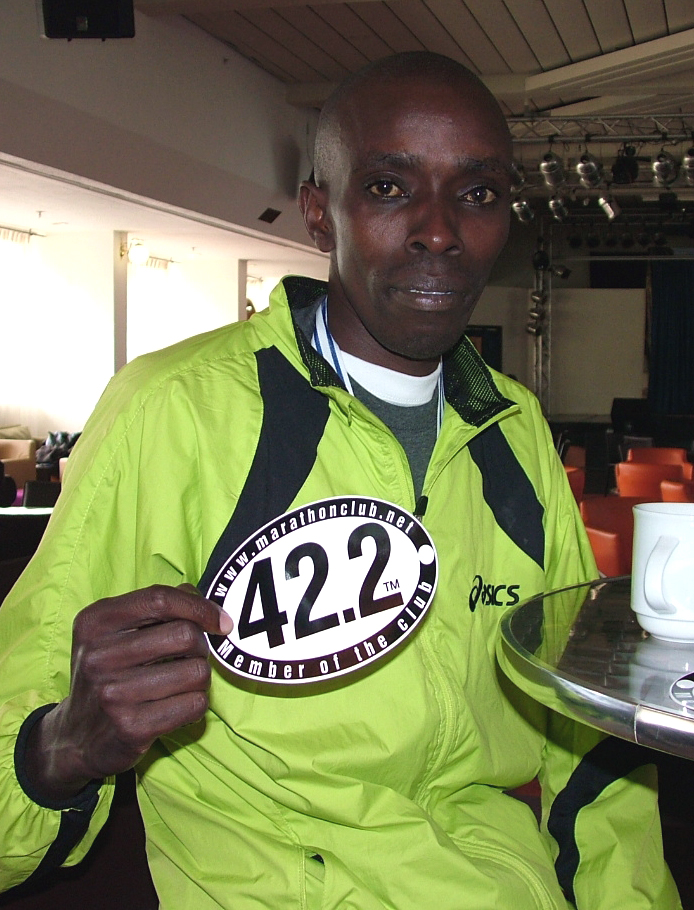
Leonard Mucheru Maina, 2008

Leonard Mucheru Maina (* 13. Juni 1978 im Distrikt Nyandarua, Provinz Central) ist ein kenianischer Langstreckenläufer, der zeitweise als Mushir Salem Jawher (arabisch مشير سالم جوهر Muschir Salim Dschawhir, DMG Mušīr Sālim Ǧawhir) für Bahrain startete.
Bei den Crosslauf-Weltmeisterschaften 2000 wurde Maina Vierter auf der Kurzstrecke. Im Herbst 2003 akzeptierte er wie viele andere ostafrikanische Athleten ein Angebot, für Bahrain zu starten, und nahm anlässlich des Wechsels der Staatsangehörigkeit einen arabischen Namen an. Bei den Asienspielen 2006 holte er die Silbermedaille im 5000-Meter-Lauf. Seine Bestzeit über diese Distanz (12:59,79 min) stellte er 2005 auf.
Sein erster Start bei einem Marathon im Januar 2007 löste politische Verwicklungen aus. Jawher lief als erster Athlet aus einem arabischen Land beim Tiberias-Marathon in Israel und siegte in 2:13:13 h. In Bahrain wurde dieser Start missbilligt und dem Athleten eine öffentliche Entschuldigung abgenötigt. Zwar wurde ihm, anders als von den Funktionären des bahrainischen Verbandes verlautbart, nicht die Staatsangehörigkeit entzogen, ihm wurden aber in der Folgezeit immer wieder Schwierigkeiten bei der Erteilung von Visa bereitet. Der Athlet ersuchte daraufhin den Verband seines Heimatlandes, den Wechsel rückgängig zu machen. Seit Oktober 2007 startet er nun wieder unter dem Namen Leonard Mucheru Maina für Kenia.
2004 siegte er beim Trierer Silvesterlauf, 2007 beim Darmstädter Stadtlauf. 2008 wiederholte er seinen Sieg in Tiberias und stellte dabei mit 2:10:32 h einen Streckenrekord auf. Beim Mailand-Marathon desselben Jahres wurde er Dritter in 2:10:05 h, und 2009 wurde er Zweiter beim Tiberias-Marathon in 2:09:36 h.
Leonard Mucheru Maina lebt in Limuru in der Nähe von Nairobi. 2003 begann er mit dem Aufbau einer Fabrik für Tiernahrung, die mittlerweile 63 Angestellte hat.